# Schlechteranthus hallii
Schlechteranthus hallii är en isörtsväxtart som beskrevs av L. Bol. Schlechteranthus hallii ingår i släktet Schlechteranthus och familjen isörtsväxter. Inga underarter finns listade i Catalogue of Life.